# عبد العزيز السويلم (لاعب كرة قدم مواليد 1999)
عبد العزيز أحمد السويلم، لاعب كرة قدم سعودي يلعب في نادي الدرع.

## مسيرة اللاعب
لعب سابقاً في الفئات السنية في نادي الاتفاق ولعب بعدها مع نادي الجبيل ونادي النور ونادي الدرع.